# Нулевой год (политика)
Нулевой год (кхмер. ឆ្នាំសូន្យ , Chhnăm Sony [cʰnam soːn]) — одна из идей политики Красных кхмеров, претворённая в жизнь в годы их правления в Кампучии. Согласно этой идее, все культурные ценности и традиции общества должны быть отброшены, забыты и уничтожены, и что их должна заменить новая революционная культура. В этом смысле вся история нации или народа до нулевого года будет в значительной степени считаться нерелевантной, потому что в идеале она должна быть очищена и перезаписана «с чистого листа».
Первым днём «нулевого года» в Демократической Кампучии стало 17 апреля 1975 года (взятие Пномпеня), чтобы обозначить перерождение камбоджийской истории.
Нулевой год фактически был попыткой красных кхмеров стереть историю и переписать камбоджийскую культуру, удаляя любые пережитки прошлого. Данная концепция схожа с концепцией «первого года» французского революционного календаря.

Новые правители Камбоджи называют 1975 год «нулевым годом», началом эпохи, в которой не будет ни семей, ни чувств, ни выражений любви и горя, ни лекарств, ни больниц, ни школ, ни книг, ни обучения. ни праздников, ни музыки, ни песни, ни почты, ни денег — только работа и смерть.
— Джон Пилджер, Нулевой год: Тихая смерть Камбоджи (1979)

## Предыстория
Пол Пот и все его соратники получали образование во Франции. Там они и увлеклись историей Великой французской революции, и черпали вдохновенье из концепции «первого года» французского революционного календаря.
Французский «первый год» возник после революции, когда после отмены монархии 20 сентября 1792 года Национальное собрание ввело новый календарь и объявило эту дату началом первого года.

## Нулевой год Кампучии
В 1975 году силы красных кхмеров смогли захватить Пномпень и одержали победу в гражданской войне в Камбодже. После захвата власти 1975 год стал именоваться нулевым годом.
Пол Пот намеревался построить полностью аграрное общество в Кампучии, то есть реконструировать страну в доиндустриальное бесклассовое общество, превратив всех граждан во сельскохозяйственных рабочих. Образованность считалась западной и капиталистической идеей и портила кампучийское новое общество. Он заявил, что новая история начнётся с «нулевого года», а значит всё, что было до него, должно быть искоренено и вытеснено из памяти людей. Состоялось выселение жителей городов в сельскую местность, ликвидация товарно-денежных отношений, многих институтов и служб государства, социальной сферы и жизнеобеспечения, преследование буддистских монахов и вообще полный запрет каких-либо религий, физическое уничтожение чиновников и военнослужащих прежнего режима всех уровней, бывших владельцев плантаций и крупных хозяйств. Все граждане были обязаны работать. Вся страна была превращена в трудовые сельскохозяйственные коммуны, где продолжительность рабочего дня часто достигала 14 часов, в которых местное бедное и среднее крестьянство и согнанные из городов люди в тяжелейших условиях занимались малоквалифицированным физическим трудом — в основном высаживанием риса и прокладкой ирригационных каналов. В коммунах размещали горожан, вывозившихся из городов при «эвакуации в связи с угрозой американского наступления».
Знание истории до нулевого года было категорически запрещено. Чтобы уничтожить всякие воспоминания о былом времени, начали сжигаться книги и уничтожаться прочие источники информации (в связи с этим запрещалось и ношение очков, так как помимо того, что это было буржуазным предрассудком, это могло означать, что человек занимается чтением книг). Таким образом, многовековая камбоджийская культура и институты были уничтожены — фабрики, больницы, школы и университеты — вместе со всеми, кто проявил интерес к их сохранению. Так называемые «новые люди» — члены старого правительства и интеллектуалы в целом, включая юристов, врачей, учителей, инженеров, духовенство и квалифицированных специалистов во всех областях — считались угрозой новому режиму и поэтому были истреблены во время геноцида.